# Platysteira blissetti
Platysteira blissetti là một loài chim trong họ Platysteiridae.